# Parahydractinia
Parahydractinia is een geslacht van neteldieren uit de  familie van de Hydractiniidae.

## Soort
- Parahydractinia sanshaensis Xu & Huang, 2006